# Fianona
(Richard Francis Burton, console britannico a Trieste)
Fianona (in croato Plomin) è una località dell'Istria, in Croazia, frazione del comune di Chersano. La sua popolazione, se si include nella frazione l'abitato del vicino Porto di Fianona, è di 328 abitanti.

## Geografia fisica
Fianona si trova all'imbocco di un fiordo del Quarnero, chiamato vallone di Fianona, che la separa dal braccio di mare che divide l'Istria orientale dall'isola di Cherso, denominato canale di Farasina, parte integrante del Mar Adriatico.
È appollaiata sul fianco settentrionale di un vallone alle spalle del monte Sissol, non lontana dal monte degli Uscocchi e dalla ripida valle del fiume Arsa.

## Storia
Fianona è ricordata per la prima volta da Artemidoro di Efeso, nel 100 a.C., e fu citata altresì da Tolomeo e Gaio Plinio Secondo.
Dopo essere stato un antico castelliere veneto-illirico, l'antica Flanona in epoca romana era un importante porto e centro commerciale.
Antichissima sede dei Liburni Flanati, diede il suo nome primitivo al Carnaro (Sinus Flanaticus); sotto il dominio romano fu annessa alla Dalmazia e, con l'ordinamento augusteo, all'Italia.
Distrutta dagli Uscocchi a cavallo tra il XVI ed il XVII secolo, passò col Trattato di Campoformido sotto la giurisdizione dell'Impero Asburgico e continuò a svolgere un ruolo importantissimo nei traffici commerciali tra la costa e le isole.
Nel XIX secolo vi fiorì anche l'industria molitoria, cui ricorrevano persino le vetrerie di Murano, ma l'apertura di nuove vie di comunicazione e l'esodo della maggior parte della sua popolazione nel secondo dopoguerra le tolsero linfa vitale, riducendola ad una "città fantasma".

## Monumenti e luoghi d'interesse
Il borgo, di chiara importanza medievale, è caratterizzato da vie anguste e particolarmente suggestive, portali in pietra e pregevoli elementi architettonici.
Rocche e muraglie sono ormai ridotte a ruderi, ma hanno resistito due chiese di grandissima importanza artistica: quella di San Giorgio il Vecchio, del secolo XI, mostra sulla parete meridionale esterna una figura in rilievo ed una scritta in alfabeto glagolitico eseguita tra l'XI ed il XIII secolo, uno tra i più antichi documenti della cultura paleocroata.
Durante i lavori di restauro nella parrocchiale della Beata Vergine Maria, è stato scoperto un affresco con la Madonna del latte (1475), ed un ritratto della Vergine Maria, di notevoli dimensioni. Il testo di accompagnamento, scritto in latino e glagolitico, cita altresì il nome dell'autore, tale Alberto da Costanza.

## Società

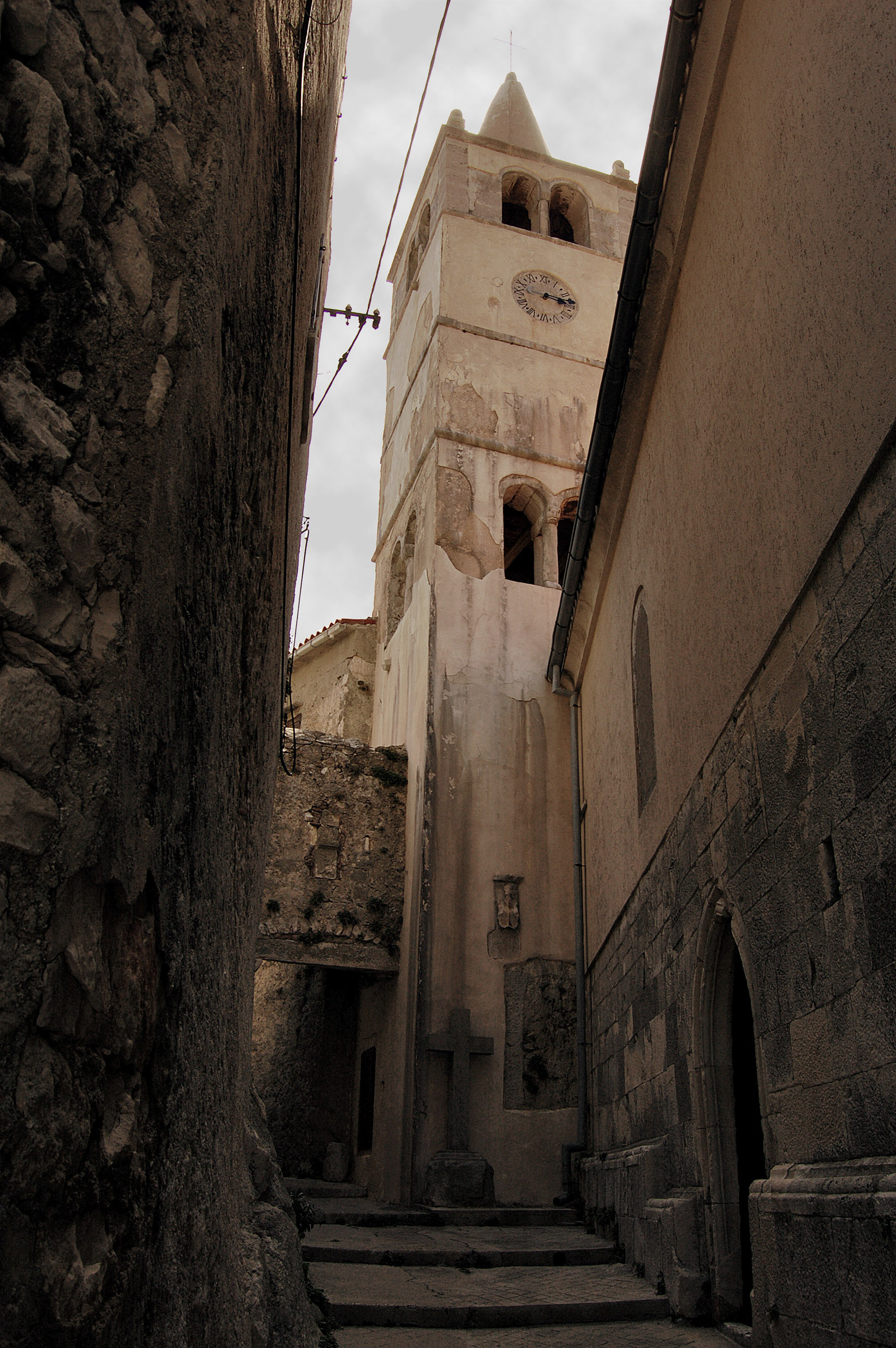
La chiesa di San Giorgio il Vecchio.

### Evoluzione demografica
Il 31 dicembre 1900, sotto l'Impero austro-ungarico, il comune di Fianona (Plomin) contava 5 429 abitanti e comprendeva gli insediamenti di Berdo (Brdo), Cepich (Čepić), Chersano (Kršan), Cosliaco (Kozljak), Jessenovich (Jesenović), Malacrasca (Mala Kraska) e Villanova (Nova Vas). Sotto il profilo linguistico, il comune era prevalentemente serbo-croato (69,847%; 3 792 unità), con una consistente minoranza italiana (12,986 %, 705 unità) ed esigue presenze slovene (0,184%, 10 unità) e tedesche (0,147%, 8 unità). Il centro di Fianona contava 1 679 abitanti, di cui 1.072 (pari al 63,848%) erano serbo-croati, 599 (il 35,676%) italiani e 8 (lo 0,476%) tedeschi.
Invece, nel 1921, il comune di Fianona contava 5 415 abitanti, di cui 3082 croati, 2140 italiani e 184 sloveni. Gli italiani costituivano la maggioranza nei centri di Fianona, Berdo e Villanova.